# Andrzej Sekuła
Andrzej Sekuła, né en 1954 à Wrocław, en Pologne est un cinéaste et réalisateur. Il a quitté son pays natal, la Pologne en 1980 et vit actuellement à Los Angeles. Il est également connu pour avoir officié sur de nombreux films en tant que directeur de la photographie, notamment sur Pulp Fiction.

## Filmographie

### Directeur de la photographie
- 1989 : Catch (court-métrage) de Hossein Amini
- 1990 : The Brooch Pin and the Sinful Clasp (court-métrage) de Joanna Woodward
- 1991 : Revolver (court-métrage) de Chester Dent
- 1992 : Reservoir Dogs de Quentin Tarantino
- 1993 : Trois de cœur (Three of Hearts) de Yurek Bogayevicz
- 1993 : Bank Robber de Nick Mead
- 1993 : Damascus de Becky Johnston
- 1994 : Pulp Fiction de Quentin Tarantino
- 1994 : Sleep with Me de Rory Kelly
- 1994 : Oleanna de David Mamet
- 1994 : L'Autre Côté de la Lune (Across the Moon) de Lisa Gottlieb
- 1995 : Original Sins (téléfilm) de Jan Egleson
- 1995 : Body Language (téléfilm) de George Case
- 1995 : Hackers de Iain Softley
- 1995 : Groom Service (Four Rooms), segment The Man from Hollywood, de Quentin Tarantino
- 1997 : Escape (A Further Gesture) de Robert Dornhelm
- 1997 : Stand-ins de Harvey Keith
- 1998 : La Cousine Bette (Cousin Bette) de Des McAnuff
- 1998 : Fait accompli (Voodoo Dawn) de lui-même
- 2000 : American Psycho de Mary Harron
- 2002 : Falling in Love in Pongo Ponga (court-métrage) de James Woods
- 2002 : Cube 2 (Cube 2: Hypercube) de lui-même
- 2006 : The Pleasure Drivers de lui-même
- 2007 : Motel (Vacancy) de Nimród Antal
- 2008 : Vice de Raul Inglis
- 2009 : Blindés (Armored) de Nimród Antal
- 2010 : Trust de David Schwimmer
- 2012 : For the Love of Money d'Ellie Kanner
- 2014 : Tokarev de Paco Cabezas
- 2015 : Ms. Long Legs (court-métrage) de Milo Addica
- 2016 : The Revenge (I Am Wrath) de Chuck Russell
- 2016 : Shanghai Wang de Sherwood Hu
- 2016 : USS Indianapolis (USS Indianapolis: Men of Courage) de Mario Van Peebles
- 2018 : Speed Kills de Jodi Scurfield
- 2019 : clips de JackBoys : Gang Gang et JackBoys
- 2020 : Shanghai Wang: Luan Shi Jia Ren de Sherwood Hu
- 2023 : The Ritual Killer de George Gallo

### Réalisateur
- 1998 : Fait accompli (Voodoo Dawn)
- 2002 : Cube 2
- 2006 : The Pleasure Drivers

## Récompenses principales
- 2003 : Prix de la Critique au Fantasporto pour Cube 2, ex æquo avec Nos miran

## Nominations principales
- 1995 : BAFTA de la Meilleure photographie pour Pulp Fiction de Quentin Tarantino
- 2000 : Grenouille d'Or de la Meilleure Photographie au Camerimage pour American Psycho
- 2003 : Meilleur Film Fantastique International au Fantasporto pour Cube 2